# Felix Klinkhammer
Felix Klinkhammer (ur. 1995 w Bernkastel-Kues) – niemiecki zawodnik mieszanych sztuk walki (MMA). Od 2021 roku związany z francuską organizacją Ares FC, gdzie od 5 września 2024 do 27 marca 2025 roku był mistrzem wagi półśredniej. Wcześniej walczył też dla czesko-słowackiej organizacji Oktagon MMA.

## Życiorys
Felix Klinkhammer dorastał w Bernkastel-Kues. Jako dziecko grał w piłkę nożną. W wieku 16 lat wyjechał do Anglii, gdzie obudziła się w nim miłość do sportów walki, a dokładniej mieszanych sztuk walki.

## Osiągnięcia

### Mieszane sztuki walki
- Ares Fighting Championship
  - 2024-2025: Mistrz Ares FC w wadze półśredniej[4]

## Lista walk w MMA
| Wynik   | Bilans | Przeciwnik (bilans przed walką) | Rozstrzygnięcie                              | Runda | Czas | Rozgrywki                             | Data       | Miejsce       | Uwagi                                                          |
| ------- | ------ | ------------------------------- | -------------------------------------------- | ----- | ---- | ------------------------------------- | ---------- | ------------- | -------------------------------------------------------------- |
| Wygrana | 10-0   | Jefferson Gonçalves (15-0-2)    | Decyzja (jednogłośna)                        | 5     | 5:00 | Ares FC 24: Klinkhammer vs. Gonçalves | 05.09.2024 | Aubervilliers | Zdobył pas mistrzowski Ares FC w wadze połśredniej. Main Event |
| Wygrana | 9-0    | Christopher Jacquelin (8-3)     | Poddanie (duszenie trójkątne rękoma)         | 1     | 3:17 | Ares FC 15: Pena vs. Saadi            | 11.05.2023 | Paryż         |                                                                |
| Wygrana | 8-0    | Wissame Akhmouch (5-0)          | Poddanie (duszenie zza pleców)               | 1     | 4:56 | Ares FC 5: Lapilus vs. Pena           | 16.04.2022 | Paryż         | Co-Main Event                                                  |
| Wygrana | 7-0    | Karim Rabei (6-2)               | Poddanie (dźwignia prosta na staw kolanowy)  | 1     | 2:15 | Ares FC 2                             | 11.12.2021 | Paryż         | Debiut w Ares FC.                                              |
| Wygrana | 6-0    | Anatoly Tarasenko (8-3)         | Decyzja (jednogłośna)                        | 3     | 5:00 | Oktagon 26: Naruszczka vs. Krištofič  | 24.07.2021 | Praga         | Debiut w Oktagon MMA.                                          |
| Wygrana | 5-0    | Anton Franjic (2-2)             | TKO (łokcie)                                 | 1     | N/A  | Contenders Norwich 29                 | 15.02.2020 | Norwich       |                                                                |
| Wygrana | 4-0    | Laïd Zerhouni (6-4)             | Poddanie (duszenie zza pleców)               | 1     | 1:42 | Contenders Norwich 27                 | 28.09.2019 | Norwich       |                                                                |
| Wygrana | 3-0    | Peter Vasylenko (1-0)           | Poddanie (duszenie zza pleców)               | 1     | N/A  | Celtic Gladiator Academy: London      | 09.03.2019 | Londyn        |                                                                |
| Wygrana | 2-0    | Stefano Gheorghe (0-0)          | Poddanie (dźwignia skrętowa na staw skokowy) | 1     | N/A  | Contenders Norwich 25                 | 24.11.2018 | Norwich       |                                                                |
| Wygrana | 1-0    | Calvin Reynolds (0-3)           | Poddanie (duszenie zza pleców)               | 1     | 2:19 | Lion Fighting Championships 15        | 18.03.2018 | Rochester     | Debiut w MMA                                                   |